# Anaplecta arisanica
Anaplecta arisanica är en kackerlacksart som beskrevs av Tokuichi Shiraki 1931. Anaplecta arisanica ingår i släktet Anaplecta och familjen småkackerlackor.
Artens utbredningsområde är Taiwan. Inga underarter finns listade i Catalogue of Life.